# السقرية
قرية السقرية هي إحدى القرى التابعة لمركز المنشأة بمحافظة سوهاج في جمهورية مصر العربية. حسب إحصاءات سنة 2006، بلغ إجمالي السكان في السقرية 9988 نسمة، منهم 5087 رجل و4901 امرأة.

## تاريخها
هي من القرى القديمة، اسمها الأصلي «الصاقرية»، وردت في تاج العروس أنها قرية بمصر، وكانت السقرية في وقتنا الحاضر من توابع ناحية الكوامل، ثم فصلت عنها من الوجهة الإدارية في سنة 1892، ثم من الوجهة المالية سنة 1899. وبذلك أصبحت ناحية قائمة بذاتها وكانت تابعة لمركز جرجا.